# Phytoplasma ulmi
Phytoplasma ulmi è una specie di batterio appartenente alla famiglia delle Acholeplasmataceae.